# 新座市立新座中学校
新座市立新座中学校（にいざしりつ にいざちゅうがっこう）は、埼玉県新座市野火止二丁目4番1号にある公立中学校。
校樹はクヌギ、校花はサルビア、校章はクヌギの葉を図案化したもの。

## 歴史
- 1965年（昭和40年）4月1日 - 新座町立大和田中学校と新座町立片山中学校を統合して新座町立新座中学校を設立。
- 1966年（昭和41年） - 校章制定。第一期工事完了。校旗制定。
- 1967年（昭和42年） - 第二期工事完了。
- 1970年（昭和45年） - 新座市立新座中学校に校名を変更。
- 1971年（昭和46年） - 新座市立第二中学校へ学区を分離。
- 1973年（昭和48年） - 新座市立第三中学校へ学区を分割。
- 1977年（昭和52年） - 新座市立第四中学校、新座市立第五中学校へ学区を分割。
- 1980年（昭和55年） - 新座市立第六中学校へ学区を分割。